# Primula aromatica
Primula aromatica är en viveväxtart som beskrevs av William Wright Smith och Forrest. Primula aromatica ingår i släktet vivor, och familjen viveväxter. Inga underarter finns listade i Catalogue of Life.